# Luis Manuel Alí Herrera
Luis Manuel Alí Herrera (Barranquilla, 2 maggio 1967) è un vescovo cattolico colombiano, dal 7 novembre 2015 vescovo ausiliare di Bogotà e dal 15 marzo 2024 segretario della Pontificia commissione per la tutela dei minori.

## Biografia
È nato a Barranquilla il 2 maggio 1967.

### Formazione e ministero sacerdotale
Compiuti gli studi filosofici e teologici presso il seminario maggiore di Bogotà, ha conseguito la licenza in teologia e in psicologia presso la Pontificia Università Gregoriana di Roma.
È stato ordinato presbitero il 28 novembre 1992 dall'arcivescovo Pedro Rubiano Sáenz, divenuto in seguito cardinale.
Il 17 dicembre 2014 è stato nominato membro della Pontificia commissione per la tutela dei minori.

### Ministero episcopale
Il 7 novembre 2015 papa Francesco lo ha nominato vescovo ausiliare di Bogotà, assegnandogli la sede titolare di Giubalziana. Ha ricevuto la consacrazione episcopale il 12 dicembre seguente dal cardinale Rubén Salazar Gómez.
Il 24 marzo 2021 è stato riconfermato membro della Pontificia commissione per la tutela dei minori, mentre dal 4 luglio dello stesso anno è stato nominato segretario generale della Conferenza episcopale della Colombia. Il 24 marzo 2022 è stato ricevuto in udienza papale insieme agli altri vescovi della Conferenza episcopale della Colombia.
Il 15 marzo 2024 papa Francesco lo ha nominato segretario della Pontificia commissione per la tutela dei minori.

## Genealogia episcopale
La genealogia episcopale è:
- Cardinale Scipione Rebiba
- Cardinale Giulio Antonio Santori
- Cardinale Girolamo Bernerio, O.P.
- Arcivescovo Galeazzo Sanvitale
- Cardinale Ludovico Ludovisi
- Cardinale Luigi Caetani
- Cardinale Ulderico Carpegna
- Cardinale Paluzzo Paluzzi Altieri degli Albertoni
- Papa Benedetto XIII
- Papa Benedetto XIV
- Papa Clemente XIII
- Cardinale Enrico Benedetto Stuart
- Papa Leone XII
- Cardinale Chiarissimo Falconieri Mellini
- Cardinale Camillo Di Pietro
- Cardinale Mieczysław Halka Ledóchowski
- Cardinale Jan Maurycy Paweł Puzyna de Kosielsko
- Arcivescovo Józef Bilczewski
- Arcivescovo Bolesław Twardowski
- Arcivescovo Eugeniusz Baziak
- Papa Giovanni Paolo II
- Cardinale Paolo Romeo
- Cardinale Rubén Salazar Gómez
- Vescovo Luis Manuel Alí Herrera